# مجید گل‌سفیدی
مجید گل‌سفیدی مدیر فیلم‌برداری ایرانی است.
گل‌سفیدی به عنوان دستیار فیلم‌بردار کار خود را از سال ۱۳۷۷ با سریال آژانس دوستی آغاز نمود و سپس وارد عرصه سینما شد. وی پس از کسب تجربه از محضر استادان و فیلمبردارهایی چون علیرضا زرین‌دست، حسین ملکی، محمد داوودی، نادر معصومی، فریدون مسروری، مرتضی پورصمدی و مسعود سلامی مراحل ارتقاء کاری خود را در زمینه فیلم‌برداری و نورپردازی طی نمود و هم‌اکنون به عنوان مدیر فیلمبرداری در حال فعالیت می‌باشد.
او تا به امروز در بیش از ۴۵ فیلم سینمایی با عناوین دستیار فیلم‌بردار، دستیار نورپرداز و نورپرداز فعالیت داشته و همچنین بیش از ۸۰ تله فیلم، سریال تلویزیونی و فیلم کوتاه را در سمت فیلم‌بردار و مدیر فیلم‌برداری به پایان رسانده‌است.

## فعالیت‌های هنری

### فیلم‌های سینمایی
| عنوان فیلم‌ها    | کارگردان                | سمت             | سال  |
| --------------- | ----------------------- | --------------- | ---- |
| کلاغ قرمز       | محمد رسول اف            | دستیار ۱        | -    |
| چشمهایش         | فرامرز قریبیان          | دستیار          | ۱۳۷۸ |
| همسر دلخواه من  | افشین شرکت              | دستیار          | ۱۳۷۹ |
| سگ              | شاهد احمد لو            | دستیار          | ۱۳۷۹ |
| رنگ شب          | محمد علی سجادی          | دستیار ۳        | ۱۳۷۹ |
| شیفته           | محمد علی سجادی          | دستیار ۳        | ۱۳۷۹ |
| سیندرلا         | مسعود رسام و بیژن بیرنگ | دستیار          | ۱۳۸۰ |
| رسم عاشق کشی    | خسرو معصومی             | دستیار ۳        | ۱۳۸۱ |
| آن مرد را نکشید | محمد اربابیان           | نورپرداز        | ۱۳۸۲ |
| اشک سرما        | عزیزالله حمید نژاد      | دستیار ۳        | ۱۳۸۲ |
| بیدار شو آرزو   | کیانوش عیاری            | دستیار ۲        | ۱۳۸۳ |
| مرزی برای زندگی | رضا اعظمیان             | دستیار ۲        | ۱۳۸۳ |
| ننه گیلانه      | رخشان بنی اعتماد        | دستیار ۲        | ۱۳۸۳ |
| جایی در دوردست  | خسرو معصومی             | دستیار ۲        | ۱۳۸۴ |
| نیش زنبور       | حمید رضا صلاح مند       | دستیار ۲        | ۱۳۸۸ |
| در شب عروسی     | رضا قهرمانی             | دستیار ۲        | ۱۳۸۹ |
| توپولی          | هوشنگ درویش پور         | نورپرداز        | ۱۳۸۹ |
| معراجی‌ها        | مسعود ده نمکی           | فیلمبردار       | ۱۳۹۲ |
| بچه‌های پرواز    | مصطفی نظری زاده         | مدیر فیلمبرداری | ۱۳۹۲ |
| امپراتور جهنم   | پرویز شیخ طادی          | فیلمبردار       | ۱۳۹۵ |
| بیوگرافی        | فاطمه ثقفی              | مدیر فیلمبرداری | ۱۳۹۶ |
| دختر ایران      | سید جلال اشکذری         | مدیر فیلمبرداری | ۱۳۹۸ |
| سم‌پاشی          | علی یاور                | مدیر فیلمبرداری | ۱۳۹۸ |

### سریال‌ها
| عنوان سریال‌ها         | کارگردان          | سمت             | سال         |
| --------------------- | ----------------- | --------------- | ----------- |
| هزاران چشم            | کیانوش عیاری      | دستیار          | ۱۳۸۲        |
| سیا ساکتی             | رامبد جوان        | فیلمبردار       | -           |
| مسافران               | رامبد جوان        | فیلمبردار       | ۱۳۸۸        |
| نفوذ                  | آرش تیمورنژاد     | مدیر فیلمبرداری | ۱۳۹۱        |
| معراجی‌ها              | مسعود ده نمکی     | فیلمبردار       | ۱۳۹۲        |
| روزهای در به در       | سعید آقاخانی      | فیلمبردار       | ۱۳۹۳        |
| دردسرهای عظیم ۱ و۲    | برزو نیک نژاد     | فیلمبردار       | ۱۳۹۳ و ۱۳۹۴ |
| آمین                  | بهرنگ توفیقی      | فیلمبردار       | ۱۳۹۴        |
| یادداشتهای زن خانه‌دار | مسعود کرامتی      | مدیر فیلمبرداری | ۱۳۹۴        |
| شیوع                  | محمد معظمی        | مدیر فیلمبرداری | ۱۳۹۴        |
| بوقچی                 | ابوذر جلالی       | مدیر فیلمبرداری | ۱۳۹۵        |
| علی‌البدل              | سیروس مقدم        | فیلمبردار       | ۱۳۹۶        |
| سفر در خانه           | بهمن گودرزی       | مدیر فیلمبرداری | ۱۳۹۶        |
| دیوار شیشه‌ای          | احمد معظمی        | مدیر فیلمبرداری | ۱۳۹۶        |
| محکومین               | حسین قناعت        | مدیر فیلمبرداری | ۱۳۹۶        |
| مِس                    | احسان صادقی جهانی | مدیر فیلمبرداری | ۱۳۹۷        |

## تله فیلم‌ها
- ثانیه صفر (آرش تیمورنژاد) - مدیر فیلمبرداری
- زیر پرچم (آرش تیمورنژاد) - مدیر فیلمبرداری
- ناهار مهمونِ من (آرش تیمورنژاد) - مدیر فیلمبرداری
- حریم (افشین صادقی) - مدیر فیلمبرداری
- ماه تلخ (افشین صادقی) - مدیر فیلمبرداری
- یه گوشهٔ دنج (افشین صادقی) - مدیر فیلمبرداری
- بهترین همسایهٔ دنیا (عباس مرادیان) - مدیر فیلمبرداری
- خیمهٔ سبز (داریوش منتظری) - مدیر فیلمبرداری
- شبهای بی‌قراری (حسین طاهری) - مدیر فیلمبرداری
- عقیق (روح‌الله فخررو) - مدیر فیلمبرداری
- مردان آفتاب (داریوش قربانی) - مدیر فیلمبرداری
- سکه (محمد آقایی) - مدیر فیلمبرداری
- دو ماه شمسی (سعید زارعیان) - مدیر فیلمبرداری
- انار (حسین حلاج) - مدیر فیلمبرداری
- شراره (محمود مقامی) - مدیر فیلمبرداری
- و بیش از ۲۰ فیلم کوتاه در سمت مدیر فیلمبرداری

## نمایش خانگی
- نیوکمپ - مدیر فیلمبرداری - ۱۴۰۲
- ساخت ایران ۳ - مدیر فیلمبرداری - ۱۴۰۰
- آقازاده - مدیر فیلمبرداری - ۱۳۹۸–۱۳۹۹